# Maksimijan
Maksimijan (lat. Marcus Aurelius Valerius Maximianus, Marko Aurelije Valerije Maksimijan) (kod Sirmiuma, danas Srijemska Mitrovica, u Panoniji, oko 240. – Massalia u Galiji, 310.), zvan Herculius, rimski car od 1. ožujka 286. do 1. svibnja 305. Zajedno s Dioklecijanom bio suvladar Rimskog Carstva.

## Životopis
Podrijetlom iz skromne obitelji. Ostvario je uspješnu vojnu karijeru i sprijateljio se s Dioklecijanom koji ga je 286. godine učinio svojim suvladarom i dodijelio mu vlast nad zapadnim dijelom Carstva. Za prijestolnicu je uzeo Mediolanum. Ratovao je protiv germanskih plemena, a kasnije i protiv Mauretanaca u Africi, no nije uspio slomiti Karauzijanovu pobunu. Po uvođenju tetrarhije, imenovao je Konstancija Klora za svog suvladara (cezara). Kao podređeni vladar, sudjelovao je u progonu kršćana, koji je pokrenuo car Dioklecijan, ali nije išao dalje od spaljivanja kršćanskih spisa i crkava.
Dana 1. svibnja 305. godine abdicirao je, zajedno s Dioklecijanom, s prijestolja i prepustio titulu augusta Konstanciju Kloru. Kada se nova tetrarhija počela raspadati, vratio se 307. godine na prijestolje kako bi pomogao sinu Maksenciju da zadobije carsku krunu. Godine 308. umirovljeni car Dioklecijan prisilio ga je da se ponovno odrekne carske vlasti te se povukao na dvor cara Konstantina I. Uskoro je opet podigao pobunu protiv Konstantina, nakon čega je uhvaćen i ubijen.

## Vanjske poveznice
|  | Zajednički poslužitelj ima još gradiva o temi Maksimijan |

- Maksimijan, Marko Aurelije Valerije Hrvatska enciklopedija
- Maximian Britannica (engl.)